# Leporacanthicus heterodon
Leporacanthicus heterodon é uma espécie de peixe da família dos cascudos e da ordem dos siluriformes. Os machos podem alcançar 10,3 cm de comprimento.
É um peixe de água doce e de clima tropical, encontrado na América do Sul, mais especificamente, na bacia do rio Xingu, no Brasil.